# Johanna Sällström
Johanna Maria Ellinor Berglund-Sällström (Estocolmo, 30 de dezembro de 1974 - Malmo, 13 de fevereiro de 2007) foi uma atriz sueca, mais conhecida por sua interpretação de Linda Wallander em Wallander. Ela trabalhou como atriz por mais de 15 anos, antes de sua morte em 2007.

## Carreira
Sällström fez sua primeira aparição no teatro em Hudiksvall aos 15 anos, em Sonho de uma noite de verão. Ela ficou famosa na Suécia na década de 1990, após interpretar a adolescente Victoria Bärnsten na novela Tre kronor. Depois disso, apareceu em inúmeras produções e recebeu o Prêmio Guldbagge de Melhor Atriz em Papel Principal pelo filme de 1997, Under ytan. Mais tarde naquele mesmo ano, incapaz de lidar com a fama, ela fez uma pausa na carreira e mudou-se para Copenhague, onde trabalhou em um café.
Em 2000, retornou à Suécia para continuar sua carreira de atriz. Ela não desfrutou do sucesso dos anos anteriores até que, em 2005, desempenhou o papel da detetive Linda Wallander na primeira temporada da série de TV sueca Wallander. Sua última aparição foi em uma produção teatral de Ystad da peça The Seagull, de Anton Chekhov, da qual ela saiu prematuramente devido a problemas de saúde.

## Vida pessoal
Sällström casou-se com Albin Sällström em 2000; eles se divorciaram em 2002, cerca de um ano após o nascimento de sua filha Talulah. Em 2004, Sällström e Talulah sofreram com o tsunami de dezembro de 2004 enquanto estavam de férias na Tailândia.

## Morte
Sällström foi encontrado morto em sua casa em Malmö em 13 de fevereiro de 2007. Ela havia recebido alta recentemente de um hospital psiquiátrico, onde estava sendo tratada de depressão.  Suas experiências na Tailândia exacerbaram sua batalha ao longo da vida contra a depressão. Numa entrevista de 2006 com o editor da revista Tove, ela disse: “Sempre pensei que iria morrer quando tivesse 30 anos”.
A dor e a culpa de Henning Mankell pela morte dela o impediram de escrever os dois últimos romances de sua projetada trilogia Linda Wallander. Em vez disso, ele publicou um último romance focado em Kurt, antes de sua própria morte em 2015. A personagem Linda Wallander não apareceu na segunda temporada de Wallander produzida para a TV sueca: como outra personagem principal acabara de ser escrita por causa do suicídio, Linda foi "mantida" fora da tela.